# World Grand Prix (videogioco)
World Grand Prix (ザ・サーキット?, The Circuit) è un simulatore di guida sviluppato e pubblicato da SEGA nel 1986 per Sega Master System.

## Modalità di gioco
Simile a Pole Position, in World Grand Prix è possibile correre in 12 circuiti di Formula 1. Per proseguire nel gioco è necessario completare la gara almeno in sesta posizione entro un tempo massimo. Sono presenti tre livelli di difficoltà e un editor delle piste.